# علم التوقيت

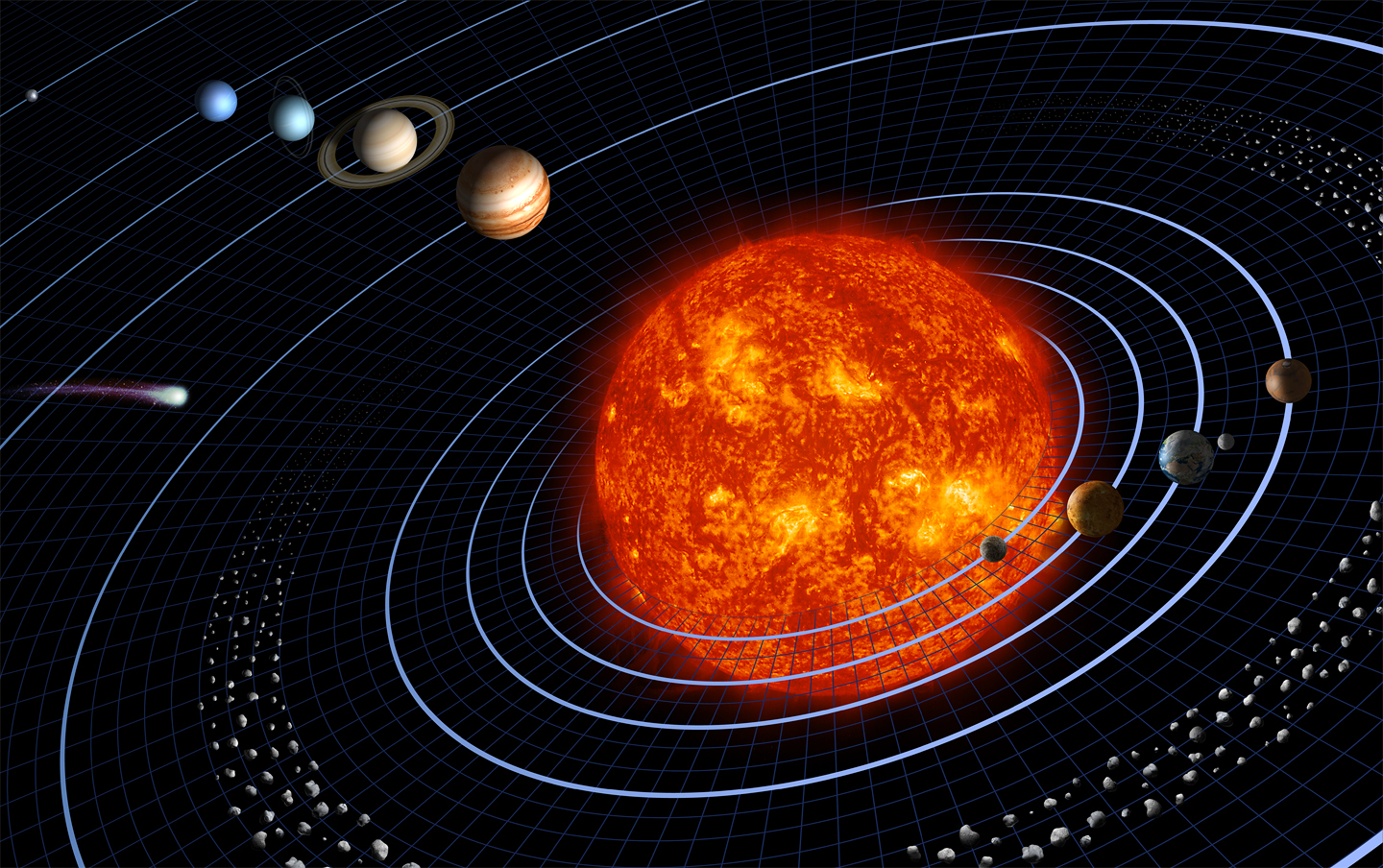

يعتبر علم التوقيت من أقدم العلوم التي عرفتها البشرية، وهو عبارة عن قواعد كلية وقوانين عامة، يبحث بها عن النجوم وأفلاكها ومعرفة ما بقي وما مضى من أجزاء الليل والنهار ومعرفة أوقات العبادات وكدلك معرفة عدد السنين والحساب.

## نشأته وتطوره
-تفرع علم التوقيت عن علم الفلك، وذكر المفسرون أن واضعه هو نبي الله ادريس ، نشأ في اللحظة التي نظر فيها الإنسان إلى السماء وما فيها من أجرام شتى مثل القمر والشمس والنجوم والكواكب وقد اعتنى به تدريسا وتأليفا الآشريون والكلدانيون والبابليون والإغريقيون وقدماء الصينين والمصرين، وأهل الهند والأندلس والعرب في الجاهلية والإسلام.
فقد أنشأ العرب العديد من المراصد الفلكية التي كان أشهرها مرصد بغداد الذي تمَ بناؤه في عام 213هـ/829م

## أبرز علماءه
ظهرت أسماء لامعة على عتبة علم التوقيت وخصوصا علم الفلك. منهم: ابن الهيثم، البيروني، البتاني، نصر الدين الطوسي، الصوفي، الخوارزمي وغيرهم.

## فوائده
لعلم التوقيت فوائد كثيرة مذكور بعضها في القرآن والسنة منها:
- أنه يعرف به عدد السنين والحسابقال تعالى في كتابه الكريم:

﴿هُوَ الَّذِي جَعَلَ الشَّمْسَ ضِيَاءً وَالْقَمَرَ نُورًا وَقَدَّرَهُ مَنَازِلَ لِتَعْلَمُوا عَدَدَ السِّنِينَ وَالْحِسَابَ مَا خَلَقَ اللَّهُ ذَلِكَ إِلَّا بِالْحَقِّ يُفَصِّلُ الْآيَاتِ لِقَوْمٍ يَعْلَمُونَ ۝٥﴾ - سورة يونس.
- أنه يعرف به وقت الصلاة التي هي عماد الدين قال تعالى في كتابه الكريم:

﴿فَإِذَا قَضَيْتُمُ الصَّلَاةَ فَاذْكُرُوا اللَّهَ قِيَامًا وَقُعُودًا وَعَلَى جُنُوبِكُمْ فَإِذَا اطْمَأْنَنْتُمْ فَأَقِيمُوا الصَّلَاةَ إِنَّ الصَّلَاةَ كَانَتْ عَلَى الْمُؤْمِنِينَ كِتَابًا مَوْقُوتًا ۝١٠٣﴾ - سورة النساء.
- أنه يعرف به سمت القبلة لأن الصلاة لا تصح إلا بتعينها قال تعالى في كتابه الكريم:

﴿قَدْ نَرَى تَقَلُّبَ وَجْهِكَ فِي السَّمَاءِ فَلَنُوَلِّيَنَّكَ قِبْلَةً تَرْضَاهَا فَوَلِّ وَجْهَكَ شَطْرَ الْمَسْجِدِ الْحَرَامِ وَحَيْثُ مَا كُنْتُمْ فَوَلُّوا وُجُوهَكُمْ شَطْرَهُ وَإِنَّ الَّذِينَ أُوتُوا الْكِتَابَ لَيَعْلَمُونَ أَنَّهُ الْحَقُّ مِنْ رَبِّهِمْ وَمَا اللَّهُ بِغَافِلٍ عَمَّا يَعْمَلُونَ ۝١٤٤﴾ - سورة البقرة.
- أنه يعرف به السير في البر والبحر والليل والنهار قال تعالى في كتابه الكريم:

﴿وَهُوَ الَّذِي جَعَلَ لَكُمُ النُّجُومَ لِتَهْتَدُوا بِهَا فِي ظُلُمَاتِ الْبَرِّ وَالْبَحْرِ قَدْ فَصَّلْنَا الْآيَاتِ لِقَوْمٍ يَعْلَمُونَ ۝٩٧﴾ - سورة الأنعام.